# Vanna (Troms)
Vanna o Vannøya es una isla rocosa en el municipio de Karlsøy en la provincia de Troms, Noruega. Con 232 km², Vanna es la 17 isla más extensa de Noruega. Su punto más alto es la montaña Vanntinden con una altitud de 1.031 m sobre el nivel del mar. La población de la isla, en 2001, era de 973 habitantes. Vannvåg y Vannareid son los dos principales centros de población de la isla.
Las islas de Nordkvaløya y Helgøya se encuentran al oeste de la isla, y Nord-Fugløya y Arnøya a su este. Karlsøya, Reinøya, y Ringvassøy se encuentran al sur de la isla. Hay servicio de ferry a Karlsøya y Ringvassøya con salida desde el pueblo de Skanningen en el extremo sur de Vanna.